# Massimo Demarin
Massimo Demarin (* 25. August 1979 in Pula) ist ein ehemaliger kroatischer Radrennfahrer.
Massimo Demarin gewann im Jahr 2002 eine Etappe der Rundfahrt Jadranska Magistrala und wurde Zweiter in der Gesamtwertung. Außerdem wurde er im selben Jahr kroatischer Meister im Straßenrennen. Ab 2003 fuhr er für die slowenische Mannschaft Perutnina Ptuj, wo er 2004 eine Etappe und die Gesamtwertung bei Paths of King Nikola gewann. Auch im Jahr darauf war er wieder auf einem Teilstück bei The Paths of King Nikola vorne. Ab 2007 fuhr Demarin für das Continental Team Sava, 2011 beendete er seine Laufbahn bei Meridiana Kamen.

## Erfolge
2002
- eine Etappe Jadranska Magistrala
- Kroatischer Straßenmeister

2004
- eine Etappe und Gesamtwertung Paths of King Nikola

2005
- eine Etappe Paths of King Nikola

## Teams
- 2003 Perutnina Ptuj
- 2004 Perutnina Ptuj
- 2005 Perutnina Ptuj
- 2006 Perutnina Ptuj
- 2007 Sava
- 2008 Sava
- 2009 Loborika
- 2010 Loborika
- 2011 Loborika Favorit Team
- 2012 Loborika Favorit Team
- 2013 Meridiana Kamen Team
- 2014 Meridiana Kamen Team (bis 25. März)